# 瓦西里耶·米齐奇
瓦西里耶·米齐奇 （羅馬化：Vasilije Micić，1994年1月13日—），是一名塞尔维亚篮球运动员，司职后卫，目前效力于NBA的菲尼克斯太阳，并为塞爾維亞國家男子籃球隊出战国际赛事。他在2014年NBA選秀中以52顺位被费城76人选中，但直到九年后才与俄克拉荷马城雷霆签约登陆NBA。他在欧洲效力期间曾三度入选全欧第一阵容，并带领安纳托利亚艾菲斯在2021和2022年两度问鼎歐洲籃球聯賽，米齐奇本人也因此两度荣膺欧洲冠军联赛最终四强MVP，他还在2021年被评为欧洲篮球联赛MVP。

## 青年队生涯
2002年至2006年间，米齐奇在OKK贝尔格莱德的青训体系中效力。之后他转入贝尔格莱德红星青训队，但仅仅一个赛季后他便再次转会至KK FMP的青训队，直至2010年与梅加签下一份职业合同。

## 职业生涯

### 梅加时期（2010-2014）
米齐奇在2010-11赛季便代表梅加在塞尔维亚篮球联赛完成了职业生涯首秀。年仅16岁的米齐奇在他的首个职业赛季中就出场35次，场均可以得到8.5分，3.1个篮板球和2.8次助攻。但在2011-12赛季，米齐奇只代表球队出战8场，他在2011年11月22日的比赛中因为膝盖韧带伤势而赛季报销。当赛季米齐奇出赛的8场比赛中，他场均可以贡献15.9分，3.5个篮板球和5次助攻。
2012-13赛季，米齐奇和博班·馬揚諾維奇一起成为了梅加的带头人物，他们也带领球队在当季末获得了亚得里亚海联赛的资格，这也是KK梅加队史上首次参加该联赛。。在当季米齐奇出场的41场塞尔维亚联赛比赛中，他场均攻下11.8分并送出5次助攻。2013年6月6日，米齐奇与KK梅加续约两年，并代表球队首次征战亚得里亚海联赛。在米齐奇的首个亚得里亚海联赛赛季，他为KK梅加出战25场，场均得到12.1分和5.8次助攻。2014年4月8日，米齐奇在一次训练中手部骨折，也因此缺阵了球队塞尔维亚联赛的大部分比赛。
2014年3月，米齐奇宣布将参加2014年NBA選秀。6月，米齐奇与国家队队友尼古拉·約基奇和内马尼亚·丹古比奇参加了在意大利特雷維索举办的Eurocamp训练营，该训练营专为即将参加NBA选秀的欧洲新星球员举办。米齐奇在训练赛中得到了球探的关注，那场比赛中他出场25分钟，得到14分10次助攻的两双数据。6月26日，他在选秀中以第二轮总第52顺位被费城76人选中。

### 拜仁慕尼黑及外租时期（2014-2016）
2014年8月4日，米齐奇与拜仁慕尼黑签约两年，合约中附带有一年延长选项。11月28日，米齐奇在对阵帕纳辛奈克斯遭遇了右肘内侧韧带部分撕裂的伤病而长期缺阵。受伤病影响，他在当赛季仅在篮球联邦联赛出场24次，场均仅得到7.6分3.7次助攻，命中率仅有38.8%。
在上赛季的糟糕表现后，米齐奇遭到了拜仁的弃用，他在上半赛季仅代表拜仁慕尼黑出战四场，之后便被租借至贝尔格莱德红星。他在当年的欧洲联赛为贝尔格莱德红星出场17次，场均得到5.5分和3.6次助攻，他也随队获得了当年的塞尔维亚联赛冠军和亚得里亚海联赛冠军。租借结束后，米齐奇被拜仁慕尼黑提前释出。

### 托法斯时期（2016-2017）
2016年7月26日，米齐奇与土耳其篮球超级联赛球队托法斯签下一份合同。他在日后接受采访时称在托法斯效力的这一年是他生涯的转折点，球队主教练奥尔洪·埃内帮他找回了自信。在2016-17赛季为托法斯出战的24场土超联赛中，米齐奇场均可以贡献13.2分和3.9次助攻，命中率为46.7%。

### 扎尔吉里斯时期（2017-2018）

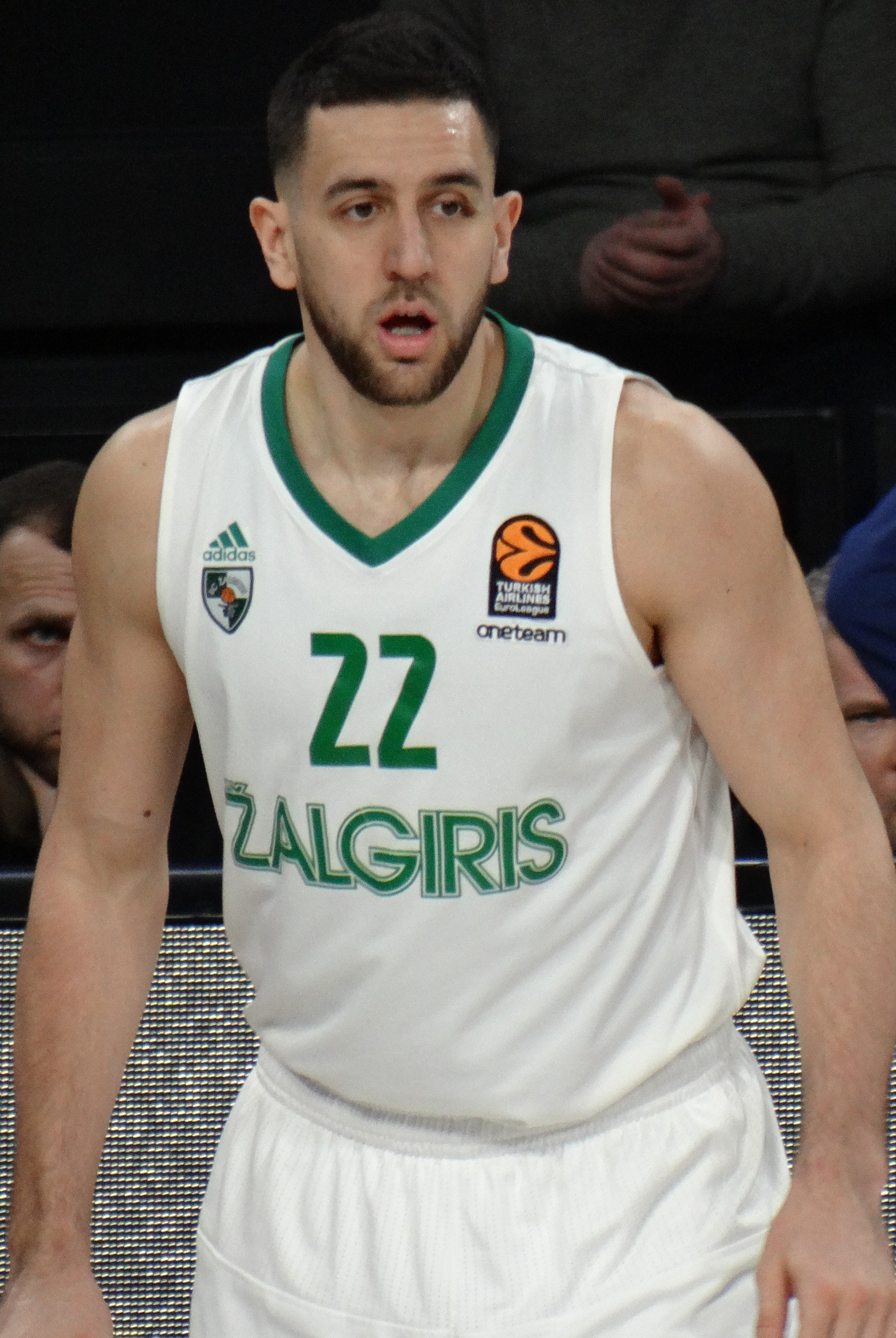
2018年的米齐奇，当时效力于扎尔吉里斯

在离开托法斯后，米齐奇本已接近与土超球队安纳托利亚艾菲斯签约，但在扎尔吉里斯的控球后卫里奧·韋斯特曼转投莫斯科中央陆军后，扎尔吉里斯对米齐奇发起了攻势，最后说得其改变计划与这支立陶宛球队签约。 在米齐奇的帮助下，扎尔吉里斯打出了一个历史级的赛季。他们不仅成功卫冕了立陶宛篮球联赛的冠军，还取得了明道加斯国王杯的冠军，同时队史首次打入歐洲籃球聯賽的四强。虽然在半决赛中扎尔吉里斯不敌费内巴切无缘夺冠，但他们在之后的三四名决赛中力克签走其主力控球后卫的莫斯科中央陆军取得第三名。当赛季米齐奇代表扎尔吉里斯在歐洲籃球聯賽出场36次，场均能得到7.7分、2.2个篮板球和4.4次助攻。

### 安纳托利亚艾菲斯时期（2018-2023）
2018年6月20日，米齐奇与去年便接近达成协议的安纳托利亚艾菲斯签下两年合同。在当赛季的欧洲联赛上，安纳托利亚艾菲斯一路杀入最终决赛，米齐奇在半决赛对阵老对手费内巴切的比赛中轰下25分5个篮板球，与砍下30分的肖恩·拉金一起带领球队大胜对手。但在最终决赛中，安纳托利亚艾菲斯以83-91不敌莫斯科中央陆军，无缘冠军。在为安纳托利亚艾菲斯效力的首个赛季，米齐奇场均得到12.1分和5.5次助攻，这一表现也令安纳托利亚艾菲斯在决赛后的下一周就与其达成为期两年的续约合同。在2019-20赛季，安纳托利亚艾菲斯在米齐奇的带领下在国内赛场更进一步，他们一路进入了土耳其联赛的总决赛并与费内巴切鏖战七场。在抢七战中米齐奇贡献20分，最终他的球队以89-74战胜费内巴切夺得暌违十年的土耳其联赛冠军，并在三个月后再次击败费内巴切拿下土耳其总统杯。赛季结束后，米齐奇的经纪人透露米齐奇将留在土耳其准备新赛季，而不是加入当时持有他签约权的NBA球队费城76人。
在2020-21赛季，米齐奇场均在土耳其联赛贡献13.5分和4次助攻，在当赛季因2019冠状病毒疫情中断之前，米齐奇带队在联赛中取得了22连胜的战绩。而在欧洲联赛赛场，米齐奇场均可以得到16.3分和4.7次助攻，他也成为在当季成为首位在欧洲联赛中单赛季投入至少132个两分球，同时还能入账至少70个三分球和100个罚球的球员。他也藉此表现获评为该赛季欧洲联赛MVP并入选欧洲篮球联赛第一阵容。随着米齐奇的塞尔维亚国家队队友尼古拉·約基奇夺得NBA当赛季的MVP，他们也成为了历史上首对在同一赛季夺得NBA和欧洲联赛MVP的国家队队友。2021年5月30日，米齐奇带领安纳托利亚艾菲斯在决赛中击败巴塞罗那夺得队史首个欧洲联赛冠军，米齐奇在决赛中得到25分并送出5记助攻，他也凭借在冠军锦标系列赛的表现荣膺最终四强MVP。
2021-22赛季，米齐奇再次带领安纳托利亚艾菲斯杀入欧洲联赛四强，在半决赛对阵奥林匹亚科斯的比赛中，米齐奇在第四节最后时刻压哨投进绝杀三分球，带领球队四年内三次杀入欧洲联赛决赛。在决赛对阵皇家马德里的比赛中，米齐奇拿下23分，球队最终以58-57险胜并卫冕欧洲联赛冠军，米齐奇也连庄了最终四强MVP奖项。他也就此成为托尼·库科奇、德扬·博迪罗加和瓦西利斯·斯潘诺利斯后第四位连庄欧洲联赛最终四强MVP的球员。

### 俄克拉荷马城雷霆时期（2023- ）
2020年12月8日，费城76人与俄克拉荷马城雷霆完成交易，米齐奇的签约权与艾爾·霍福德和多个选秀权一起被交易至雷霆。2023年7月17日，米齐奇与雷霆签下一份多年合同，正式登陆NBA。

## 国家隊生涯
2011年，米齐奇代表塞尔维亚U18参加了2011年FIBA18岁以下欧洲杯。塞尔维亚最终在决赛中不敌西班牙屈居亚军，米齐奇在决赛中得到并列全队最高的13分。2013年，米齐奇在2013年FIBA19岁以下世界杯代表塞尔维亚出战，并再次收获一枚银牌，他也被选入了该届赛事的最佳阵容。同年，米齐奇在2013年歐洲籃球錦標賽上完成了自己代表塞尔维亚成年国家队的首秀，他在该届欧锦赛中出场11次，场均可以得到4.4分、1.5个篮板球和1.3次助攻。米齐奇在4年后的2017年欧锦赛同样代表塞尔维亚出战并随队一路进军决赛，最后在决赛不敌斯洛文尼亚获得银牌。
在2019年国际篮联篮球世界杯上，塞尔维亚被FIBA官方认为是夺冠热门球队之一，但他们最后在1/4决赛中不敌阿根廷无缘半决赛。塞尔维亚在之后的排位赛中连续击败美国和捷克获得第五名。

## 个人生活
米齐奇曾经练习过多年的高山滑雪，他的姐姐妮娜·米齐奇则是一名职业高山滑雪运动员。